# Karl Gropler
Karl Gropler (* 29. Juli 1923 in Wollin, Brandenburg; † August 2013 ebenda) war ein SS-Unterscharführer und ein in Italien verurteilter Kriegsverbrecher, der am 22. Juni 2005 –  in Abwesenheit – wegen des Massakers von Sant’Anna di Stazzema mit weiteren SS-Offiziere zu lebenslanger Haft verurteilt worden war.

## Leben

### SS-Karriere
Gropler war seit 1937 in der Hitlerjugend und meldete sich zum 20. März 1942 als Freiwilliger zum Dienst in der Waffen-SS. Nach seiner Grundausbildung war er zunächst in Holland und anschließend in Frankreich im Einsatz.
Noch im gleichen Jahr wurde er zur SS-Totenkopf-Division an die Ostfront in die Nähe von Charkow versetzt. Nach einer Kopfverletzung kam er zunächst nach Polen, dann nach Ungarn, Ostpreußen und 1944 schließlich nach Italien zur berüchtigten 16. SS-Panzergrenadier-Division „Reichsführer SS“.
In der 16. SS-Panzergrenadier-Division „Reichsführer SS“ war der zum 1. April 1944 zum SS-Rottenführer und zum 1. Juni desselben Jahres zum SS-Unterscharführer beförderte Gropler der 8. Kompanie des II. Bataillons des SS-Panzergrenadier Regiments 35 zugeteilt, die vom SS-Hauptsturmführer Anton Galler angeführt wurde. Die Beteiligung der 8. Kompanie am Massaker von Sant’Anna di Stazzema ist nachgewiesen. Als Mann der Waffen-SS im Rang eines SS-Scharführers führte Gropler fünf Untergebene, denen er die Tötungsbefehle an Zivilisten weitergab. Nach dem Historiker Carlo Gentile gab es eine Selbstständigkeit der Führer, die selbstständig und eigenverantwortlich entsprechend ihrem Auftrag entscheiden konnten. Gropler gab bei Vernehmungen stets an, dass er nichts zum Massaker ausführen könne. In einem Video gab er allerdings an, dass er sich seinerzeit in einer Kirche befunden und nichts von einem Massaker mitbekommen habe.

### Nach 1945
Bekannt ist, dass Gropler nach Kriegsende in einer Landwirtschaftlichen Produktionsgenossenschaft (LPG) in Wollin arbeitete und sich in der Freiwilligen Feuerwehr engagierte.
2005 wurden Gropler und andere Mitangeklagten in Abwesenheit zu einer lebenslangen Freiheitsstrafe verurteilt. Das Urteil wurde 2006 vom Appellationsmilitärgerichtshof in Rom in zweiter Instanz und 2007 vom Obersten Kassationsgerichtshof in dritter und letzter Instanz bestätigt.
Als bekannt wurde, dass in Wollin ein verurteilter Verbrecher lebt, kam die Presse in den Ort und stellte fest, dass im Dorf entweder niemand über ihn reden wollte oder dass man ihn in Schutz nahm.
Seit 2002 ermittelte die Staatsanwaltschaft in Stuttgart gegen neun der in Italien als mutmaßliche Täter verdächtigten Personen, zu denen noch weitere fünf hinzukamen gegen die in La Spezia nicht ermittelt wurde. Das Verfahren wurde 2012 eingestellt, weil den Beschuldigten weder Mord noch Beihilfe zu Mord nachgewiesen werden konnte.
Am 6. Mai 2006 kam es im Rahmen des bundesweiten Aktionstags zu den Massakern in Sant’Anna zu einer Kundgebung von etwa 50 Personen in Wollin.